# Lasionycta rainieri
Lasionycta rainieri är en fjärilsart som beskrevs av Smith 1900. Lasionycta rainieri ingår i släktet Lasionycta och familjen nattflyn. Inga underarter finns listade i Catalogue of Life.